# Liste der Naturdenkmale in Bad Sobernheim
Die Liste der Naturdenkmale in Bad Sobernheim nennt die im Gemeindegebiet von Bad Sobernheim ausgewiesenen Naturdenkmale (Stand 7. März 2024).

## Naturdenkmale
| Nr.         | Bezeichnung                   | Lage                                                      | Beschreibung | Bild                                    |
| ----------- | ----------------------------- | --------------------------------------------------------- | --- | --------------------------------------- |
| ND-7133-380 | Beilstein bei Pferdsfeld      | südwestlich von Kallweiler; Abteilung Beilstein Lage      | Quarzitfelsen mit Umgebung; flächenhaftes Naturdenkmal                                                               | Direkt Bild zu diesem Denkmal hochladen |
| ND-7133-381 | Gipfelquarzite der Alteburg   | nördlich von Forsthaus Altenburg; Abteilung Alteburg Lage | Quarzitfelsen mit Umgebung; flächenhaftes Naturdenkmal                                                               | Direkt Bild zu diesem Denkmal hochladen |
| ND-7133-385 | Bollinger-Eiche               | nördlich von Kallweiler; Abteilung Schwarzebruch Lage     | Quercus sp. | Direkt Bild zu diesem Denkmal hochladen |
| ND-7133-401 | Alte Buchen an Hubertuslust   | nordwestlich von Dörndich bei der Hubertuslust Lage       | Fagus sylvatica, zwölf Bäume                                                                                         | Direkt Bild zu diesem Denkmal hochladen |
| ND-7133-403 | Bäume an der Monzinger Straße | Monzinger Straße Lage                                     | Platanus sp., fünf Bäume, Aesculus hippocastanum, zwei Bäume, Acer pseudoplatanus, ein Baum, und Tilia sp., 16 Bäume | Direkt Bild zu diesem Denkmal hochladen |
| ND-7133-408 | Dicke Eiche                   | südlich der Stadt; Abteilung Im Glockenberg Lage          | Quercus sp. | Direkt Bild zu diesem Denkmal hochladen |
| ND-7133-409 | Zwillingsbuche                | nördlich von Kallweiler; Abteilung Queckspring Lage       | Fagus sylvatica, um 1800 gekeimt                                                                                     | Direkt Bild zu diesem Denkmal hochladen |

## Ehemalige Naturdenkmale
| Nr.         | Bezeichnung                           | Lage                                                                 | Beschreibung                                                                         | Bild                                    |
| ----------- | ------------------------------------- | -------------------------------------------------------------------- | ------------------------------------------------------------------------------------ | --------------------------------------- |
|             | Runde Tanne                           | nördlich von Kallweiler Lage                                         | Picea abies; Rechtsverordnung aufgehoben                                             | Direkt Bild zu diesem Denkmal hochladen |
|             | Elsbeere                              | nördlich von Kallweiler und nördlich der L 229 am Heuweg             | Sorbus torminalis; Rechtsverordnung aufgehoben                                       | Direkt Bild zu diesem Denkmal hochladen |
|             | Rotbuche                              | nördlich der Stadt; Abteilung Münchwald Lage                         | Fagus sylvatica; Rechtsverordnung aufgehoben                                         | Direkt Bild zu diesem Denkmal hochladen |
|             | Eiche                                 | nördlich der Stadt; Abteilung Münchwald Lage                         | Quercus sp.; Rechtsverordnung aufgehoben                                             | Direkt Bild zu diesem Denkmal hochladen |
|             | Platanenreihe                         | Bahnhofstraße/Poststraße Lage                                        | Platanus sp., 44 Bäume; Rechtsverordnung aufgehoben                                  | Direkt Bild zu diesem Denkmal hochladen |
|             | Baumreihe                             | östlich der Stadt an der heutigen L 232 (Staudernheimer Straße) Lage | Platanus sp., 15 Bäume, Acer pseudoplatanus, neun Bäume; Rechtsverordnung aufgehoben | Direkt Bild zu diesem Denkmal hochladen |
| ND-7133-400 | Zwei Eichen im Sobernheimer Stadtwald | nordwestlich von Dörndich bei der Hubertuslust Lage                  | Quercus sp., zwei Bäume; Rechtsverordnung aufgehoben                                 | Direkt Bild zu diesem Denkmal hochladen |
| ND-7133-402 | Eiche im Sobernheimer Wald            | nördlich von Dörndich; Abteilung Auf dem Käsweg Lage                 | Quercus sp.; Rechtsverordnung aufgehoben                                             | Direkt Bild zu diesem Denkmal hochladen |